# Actaea heracleifolia
Actaea heracleifolia là một loài thực vật có hoa trong họ Mao lương. Loài này được (Kom.) J.Compton mô tả khoa học đầu tiên năm 1998.

## Hình ảnh

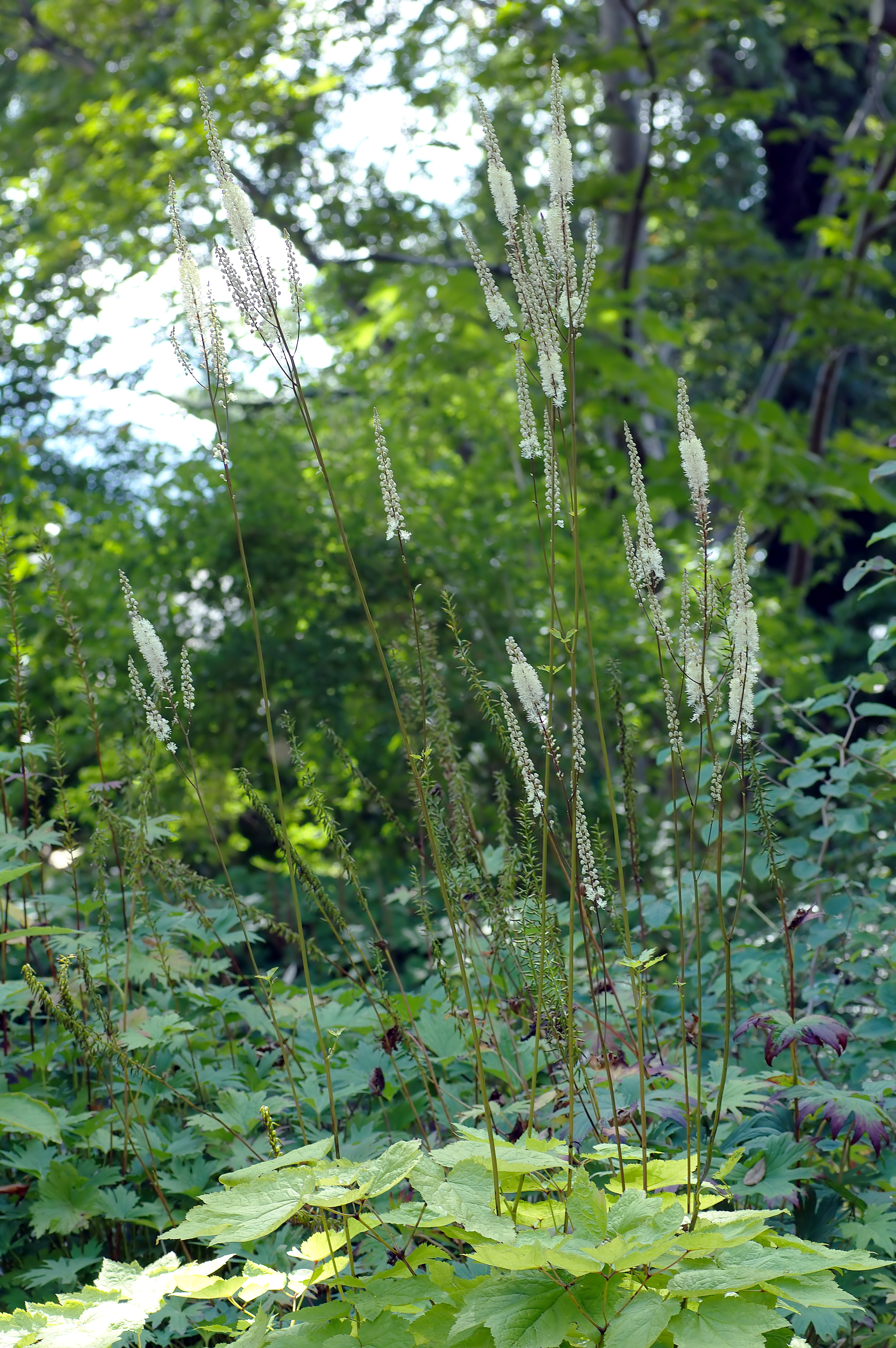